# Fakir

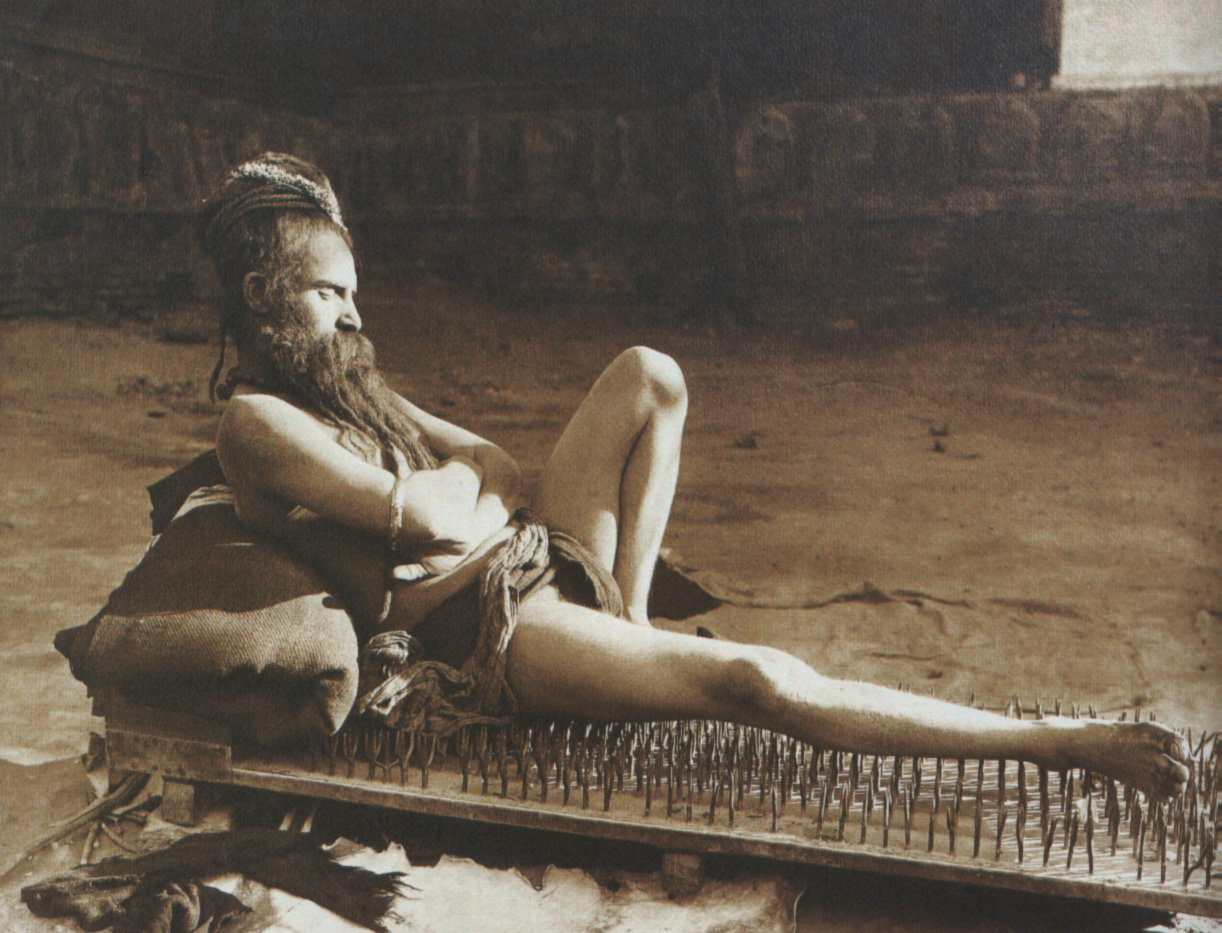
Fakir w Benares (1907)

Fakir (arab. ‏فقیر‎, w piśmie dewanagari फ़क़ीर, biedak) – żebrzący, ascetyczny mnich muzułmański. Termin ten obecnie odnosi się także do części ascetów wyznających hinduizm. Większość fakirów uważa ubóstwo i ascetyzm za drogę do zbawienia. 

## Współczesne znaczenie
Obecnie coraz częściej można spotkać się z tzw. nową falą fakiryzmu, nie mającą jednak zbyt wiele wspólnego z ascetycznymi umartwieniami, jakim poddawali się mnisi. Cechuje ją właściwie całkowite odrzucenie ideałów filozoficznych czy religijnych, na rzecz szeroko pojętego performance'u, mającego za zadanie zaszokować widza odpornością fakira na ból, oraz wytrzymałością i elastycznością jego ciała.
Współczesny performance fakirski łączy w sobie cechy klasycznych umartwień fakirskich, suspension show, piercingu, tatuażu, BDSM, gimnastyki, tańca, choreografii, muzyki, body paintingu, body modifications, happeningu i wielu innych dziedzin szeroko pojętej sztuki alternatywnej i nie tylko.
W wielu krajach funkcjonują obecnie profesjonalne szkoły fakirskie - znane i uznane są szkoły w Oslo i San Francisco, choć wielu fakirów pozostaje samoukami.

## Uzbrojenie
Ze względu na zakazy religijne dotyczące noszenia zwykłej broni, indyjscy jogini używali do samoobrony złączonych rogów antylopy indyjskiej, zwanych madu.